# Corvette Evolution GT
Corvette Evolution GT (também conhecido como Evolution GT na Europa) é um simulador de corrida similar a Alfa Romeo Racing Italiano. Foi desenvolvido pela Milestone S.r.l. e publicado pela Valcon Games e pela Black Bean Games para Playstation 2, Nintendo DS e Microsoft Windows. Foi revelado em 26 de maio de 2006 na Europa e em 11 de outubro de 2006 na América do Norte.

## Jogabilidade
Ao contrário de Alfa Romeo Racing Italiano, estão incluídas outras marcas, como a SEAT e a Chevrolet, e são divididos em quatro categorias: hatchback, coupé, grand touring e racing. Os circuitos são em diversos lugares do mundo, podendo ser em um tempo ensolarado ou num tempo chuvoso (que pode interferir na estabilidade).
Seus gráficos são estilo arcade, mas no modo carreira os danos são realistas; sair do asfalto pode prejudicar a suspensão e os pneus do carro. Existe um medidor de danos no modo carreira, onde no caso de o carro ser totalmente destruído, aparece um aviso em vermelho: Car Wrecked.

## Carros
- Alfa Romeo 8C
- Alfa Romeo Brera
- Alfa Romeo GT
- Audi A3 quattro
- Audi A4 Racing
- Audi A6 4.2 quattro
- Audi TT 3.2 quattro
- Bugatti EB110
- Chevrolet Corvette C6.R
- Chevrolet Corvette Z06
- Chevrolet Lacetti Racing
- Chevrolet Monte Carlo
- Mercedes Benz CLK DTM
- Mercedes Benz CLK GTR
- Mercedes Benz SL 55 AMG
- Mercedes Benz SLK 55 AMG
- Opel Astra
- Opel Speedster
- Opel Vectra Racing
- Pagani Zonda F
- Pagani Zonda Roadster
- Pontiac GTO
- Pontiac Solstice
- Renault Clio Cup
- Renault Clio V6
- Renault Megane Trophy
- Seat Leon 2.0 FSI
- Seat Leon Racing
- TVR T350
- TVR Tuscan 2 Targa
- TVR Tuscan Racing
- Vauxhall Astra Racing
- Volkswagen Golf GTI

## Carreira
Não é o que você dirige, mas como você vai dirigi-lo.— Gabriele Tarquini, Campeão BTCC e ETCC
Antes de o jogador começar sua temporada de estreia, um ex-campeão de corrida chamado Gabriele Tarquini introduz o jogador a correr através de um vídeo full-motion. Isto é seguido pela série de tutoriais que o jogador deve concluir com êxito antes de serem autorizados a corrida em sua temporada de estreia. Jogadores de computador pode saltar à frente por vários níveis apenas através da realização de realizações no jogo que têm mais probabilidade de ativar os multiplicadores XP (e ganhar mais pontos de experiência do que até mesmo o vencedor da corrida). O equipamento pode ser equipado em qualquer nível, desde que o item esteja na posse do jogador; estatísticas do jogador pode aumentar ou diminuir dependendo do tipo de equipamento a ser utilizado. Ao contrário do EverQuest, todos os equipamentos ganhos pode ser usados indiferentemente, a qualquer momento, sem restrições de nível.
Patrocinadores como Pepsi Max (a versão europeia do Diet Pepsi Max), Erg (Edoardo Raffinerie Garrone, uma empresa de petróleo baseada fora da Itália), e Bosch (uma companhia automotiva alemã) podem ser escolhidos para a duração de toda a temporada a fim de estabelecer libré do jogador; cada libré oferece recompensas diferentes de corrida limpa e/ou rápida. A maioria destes patrocinadores são europeus, indicando que este jogo foi originalmente planejado para um público europeu de jogadores. No início de uma nova temporada, o jogador deve assinar com um novo uniforme (como todos os contratos são válidos apenas para uma única temporada no jogo). Outros motoristas de carro de corrida irá desenvolver em uma maneira similar ao jogador e vai competir contra o jogador em todos os níveis (de temporada de estreia com a lenda temporada). A escolha de uniforme e o tipo de personalidade do adversário do computador determinará se o adversário do computador vai ser agressivo, passivo, intimidante, ou mais ansioso para ultrapassar a concorrência.